# When Aunt Matilda Fell
When Aunt Matilda Fell è un cortometraggio muto del 1916 diretto da Al Christie (con il nome Al E. Christie).

## Produzione
Il film fu prodotto dal Nestor Film Company.

## Distribuzione
Distribuito dall'Universal Film Manufacturing Company, il film uscì nelle sale cinematografiche USA il 31 gennaio 1916.